# 福寿镇
福寿乡，是中华人民共和国重庆市南川区下辖的一个乡镇级行政单位。

## 行政区划
福寿乡下辖以下地区：
大石坝村、打鼓村、白岩村、农胜村和马宗村。